# Fredrik Olovsson
Jan Fredrik Olovsson (Olofsson), född 24 maj 1973 i Katrineholm, är en svensk politiker (socialdemokrat). Han är ordinarie riksdagsledamot sedan 2003 (dessförinnan tjänstgörande statsrådsersättare 2002–2003), invald för Södermanlands läns valkrets. Han var från oktober 2020 till oktober 2022 statssekreterare i Finansdepartementet, och var därmed tjänstledig från riksdagsuppdraget.
Han utsågs den 23 februari 2012 till gruppledare i finansutskottet. Eftersom den samtidigt utsedda ekonomisk-politiska talespersonen Magdalena Andersson inte satt i riksdagen kom Fredrik Olovsson även att fungera som ekonomisk-politisk talesperson i riksdagen fram till valet 2014. Olovsson var ordförande i finansutskottet 2014–2018 och 2019–2020.
Han bor i Katrineholm. När han valdes in i riksdagen arbetade han som informationsassistent i Eskilstuna kommun. Han har tidigare arbetat på NSD i Luleå och som pressekreterare på SSU-förbundet. Under flera år skrev han krönikor och ledare för tidningen Folket i Eskilstuna och Folkbladet i Norrköping. Fredrik Olovsson var ordförande i Katrineholms arbetarekommun 2005 och ingick i Sörmlands Socialdemokratiska partidistrikts verkställande utskott. Han var även ledamot i Länsstyrelsens insynsråd i Sörmland och i Riksbanksfullmäktige. I april 2020 blev Olovsson distriktsordförande för Sörmlands (socialdemokratiska) partidistrikt.